# Krížová Ves
Krížová Ves (deutsch Kreuz, ungarisch Keresztfalu) ist eine Gemeinde im Norden der Slowakei mit 2424 Einwohnern (31. Dezember 2024). Sie gehört zum Okres Kežmarok, einem Teil des Prešovský kraj.

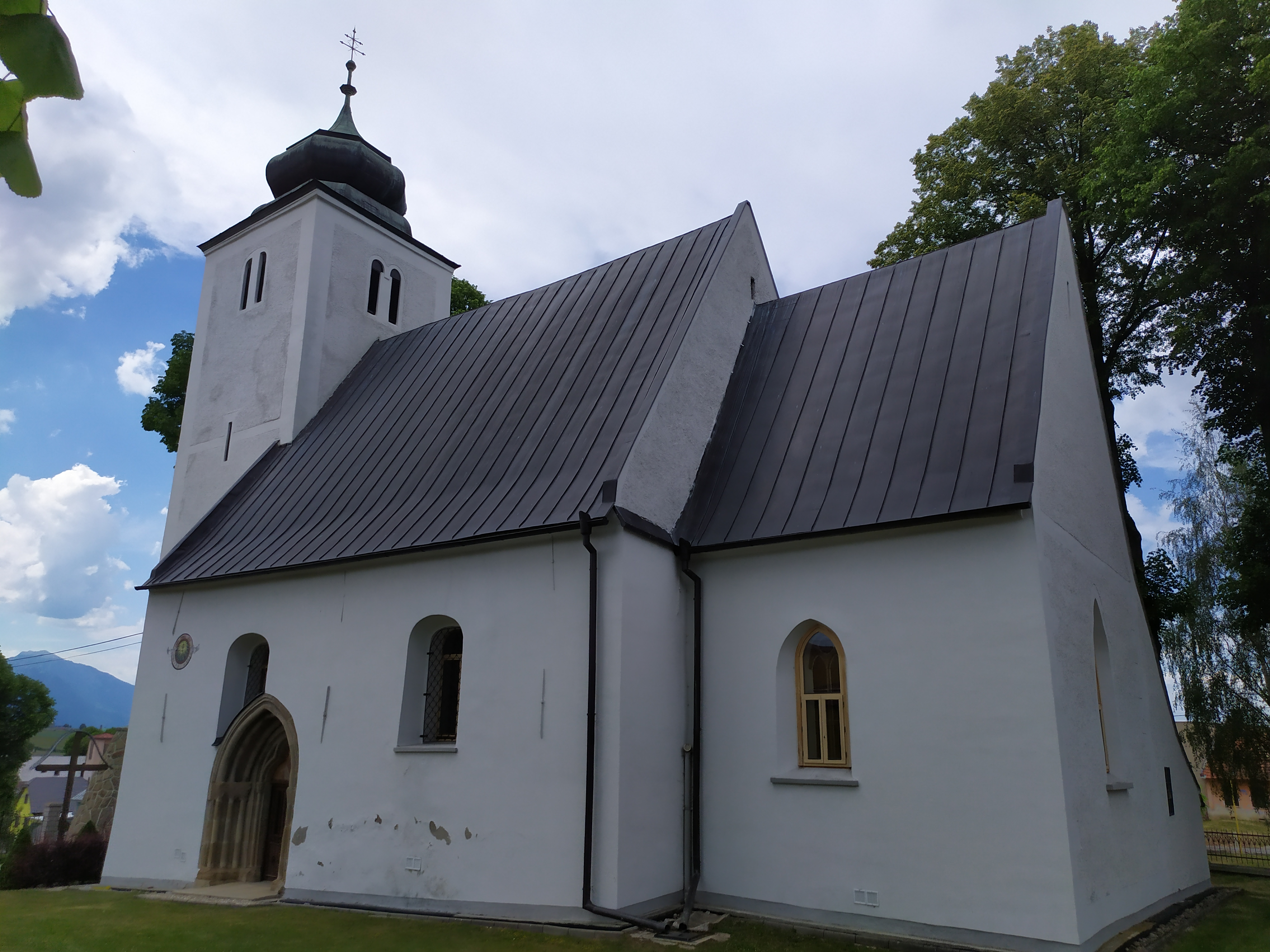
Römisch-katholische Kirche

## Geographie
Die Gemeinde befindet sich im Becken Popradská kotlina (Teil der größeren Podtatranská kotlina) am rechten Ufer des Poprad, am Fuße der östlich liegenden Leutschauer Berge. Das Ortszentrum liegt auf einer Höhe von 616 m n.m. und ist 10 Kilometer von Kežmarok gelegen.

## Geschichte
Krížová Ves wurde zum ersten Mal 1290 als Krystur schriftlich erwähnt, wurde aber schon vor 1272 auf dem Gut der Gutsbesitzer Berzeviczy gegründet.

## Bevölkerung
| Jahr                | 1994 | 2004     | 2014     | 2024     |
| ------------------- | ---- | -------- | -------- | -------- |
| Anzahl der Personen | 1480 | 1719     | 2121     | 2424     |
| Unterschied         |      | +16,14 % | +23,38 % | +14,28 % |

| Jahr                | 2023 | 2024    |
| ------------------- | ---- | ------- |
| Anzahl der Personen | 2380 | 2424    |
| Unterschied         |      | +1,84 % |

Ergebnisse nach der Volkszählung 2001 (1613 Einwohner):
| Nach Ethnie: - 89,40 % Slowaken - 10,04 % Zigeuner - 0,19 % Tschechen - 0,12 % Deutsche | Nach Konfession: - 86,86 % römisch-katholisch - 4,65 % evangelisch - 1,49 % keine Angabe - 1,30 % konfessionslos |

## Sehenswürdigkeiten
- evangelische Kirche von 1970, ersetzte eine ältere Holzkirche
- römisch-katholische Kirche der Geburt des Herrn von 1280
- Landschloss der Gutsbesitzer Grosser
- Kapelle der Gutsbesitzer Grosser